# 세인트빈센트 그레나딘의 국가
아름다운 세인트빈센트 그레나딘의 땅이여(영어: St Vincent Land So Beautiful)는 세인트 빈센트 그레나딘의 국가이다.
처음 국가로 제정됐을 때는 1967년이고, 독립한 1979년에 다시 국가로 제정되었다. 작곡자는 불명이고, 필리스 푸네트가 가사를 썼다.

## 영어가사
1절
Saint Vincent, land so beautiful,
With joyful hearts we pledge to thee.
Our loyalty and love and vow to keep you ever free.
후렴
Whate'er the future brings.
Our faith will see us through.
May peace reign from shore to shore,
And God bless and keep us true.
2절
Hairoun, our fair and blessed isle!
Your mountains high, so clear and green,
Are home to me, though I may stray.
A haven calm serene.
3절
Our little sister islands are,
Those gems, the lovely Grenadines.
Upon their seas and golden sands,
The sunshine ever beams.

## 한국어 해석본
1절
아름다운 세인트빈센트 그레나딘의 땅이여
우리는 즐거운 마음으로 그대에게 맹세하리.
우리의 충성과 사랑과 서약은 그대를 영원히 자유롭게 해 줄 것이다.
후렴
미래가 어떤 결과를 가져오든.
우리의 믿음은 우리를 끝까지 지켜줄 것이다.
평화가 바다건너 지배하기를,
하느님이여! 우리를 축복하시고 진실하게 지켜주소서.
2절
하이룬! 아름답고 축복받은 섬!
당신의 산은 높고, 너무나 맑고 푸르네,
내가 길을 잃어도 이곳은 나의 고향이고
고요하고 평온한 안식처로다.
3절
우리의 작은 자매 섬은
보석처럼 사랑스러운 그레나딘 섬.
바다와 금빛 모래 위에서
언제나 햇빛이 비친다.